# Наровож
Наровож, в верхнем течении — Норвойсйоки, Нарвойсйоки — река в России, протекает в Республике Карелия.
Исток — озеро Пиэни-Котаярви в Суоярвском районе. Течёт на юг, принимает правый приток — Васейною, протекает через озеро Пирттиярви, ниже которого называется Наворож. Впадает в озеро Тулмозеро в Пряжинском районе. Длина реки составляет 52 км, площадь водосборного бассейна 458 км².
Притоки (от устья к истоку):
- В 1,5 км от устья, по правому берегу реки впадает река Кавожа.
- Питкоя (правый)
- В 14 км от устья, по левому берегу реки впадает река Кайноважа.
- Кангус (правый)
- Олуоя (левый)
- Васейноя (правый)

## Данные водного реестра
По данным государственного водного реестра России относится к Балтийскому бассейновому округу, водохозяйственный участок реки — Водные объекты бассейна оз. Ладожское без рр. Волхов, Свирь и Сясь, речной подбассейн реки — Нева и реки бассейна Ладожского озера (без подбассейна Свирь и Волхов, российская часть бассейнов). Относится к речному бассейну реки Нева (включая бассейны рек Онежского и Ладожского озера).
Код объекта в государственном водном реестре — 01040300212102000011365.